# Gliwicki Klub Sportowy Piast 2014-2015
Questa voce raccoglie le informazioni riguardanti il Piast Gliwice nelle competizioni ufficiali della stagione 2014-2015.

## Rosa[1]
| N. |                       | Ruolo | Calciatore         |
| -- | --------------------- | ----- | ------------------ |
| 1  | Polonia (bandiera)    | P     | Jakub Szmatuła     |
| 3  | Slovacchia (bandiera) | D     | Csaba Horváth      |
| 4  | Spagna (bandiera)     | C     | Carles Martínez    |
| 6  | Polonia (bandiera)    | D     | Piotr Kwasniewski  |
| 7  | Polonia (bandiera)    | C     | Patrick Dytko      |
| 9  | Polonia (bandiera)    | C     | Radosław Murawski  |
| 11 | Polonia (bandiera)    | A     | Pawel Moskwik      |
| 14 | Polonia (bandiera)    | D     | Adrian Klepczyński |
| 15 | Polonia (bandiera)    | A     | Dawid Janczyk      |
| 17 | Polonia (bandiera)    | C     | Tomasz Podgórski   |
| 18 | Slovacchia (bandiera) | C     | Matej Ižvolt       |
| 19 | Polonia (bandiera)    | D     | Piotr Brożek       |
| 20 | Polonia (bandiera)    | C     | Łukasz Hanzel      |

| N. |                     | Ruolo | Calciatore                 |
| -- | ------------------- | ----- | -------------------------- |
| 21 | Spagna (bandiera)   | C     | Gerard Badía               |
| 22 | Polonia (bandiera)  | D     | Tomasz Mokwa               |
| 24 | Polonia (bandiera)  | A     | Wojciech Kędziora          |
| 25 | Polonia (bandiera)  | C     | Krzysztof Halgas           |
| 26 | Polonia (bandiera)  | C     | Bartosz Szeliga            |
| 28 | Polonia (bandiera)  | D     | Kornel Osyra               |
| 29 | Polonia (bandiera)  | P     | Jakub Szumski              |
| 33 | Brasile (bandiera)  | D     | Hebert Medeiros dos Santos |
| 69 | Colombia (bandiera) | D     | Armando Nieves             |
| 77 | Spagna (bandiera)   | A     | Rubén Jurado               |
| 84 | Estonia (bandiera)  | C     | Konstantin Vassiljev       |
| 91 | Spagna (bandiera)   | P     | Alberto                    |